# گسنل (آرکانزاس)
گسنل (آرکانزاس) (به انگلیسی: Gosnell, Arkansas) یک شهر در ایالات متحده آمریکا با جمعیت ۳٬۵۴۸ نفر است که در آرکانزاس واقع شده‌است.

## موقعیت جغرافیایی
موقعیت جغرافیایی شهرها و مناطق اطراف به شرح زیر است: